# Samuel Mráz
Samuel Mráz (Malacky, 13 maggio 1997) è un calciatore slovacco, attaccante del Servette.

## Caratteristiche tecniche
È un attaccante completo, abile nell'uno contro uno, veloce, dotato di buona tecnica individuale e fiuto del goal. Il suo stile di gioco è stato paragonato a quelli di Luis Suárez e Álvaro Morata.

## Carriera

### Club
Cresciuto nella squadra della sua città natale, successivamente si trasferisce al TJ Záhoran Kostolište. Nel 2009 entra nel settore giovanile del Senica, dopo aver fatto tutta la trafila esordisce in prima squadra il 12 aprile 2014, a 16 anni, nella partita vinta per 2-1 contro l'AS Trenčín. Il 10 febbraio 2017 viene acquistato dallo Žilina, con cui firma fino al 2020.
Nella stagione 2017-18 forte dei suoi 19 gol messi a segno consegna il campionato alla sua squadra, laureandosi anche all'età di soli 21 anni capocannoniere del campionato.
Il 3 luglio 2018 passa a titolo definitivo all'Empoli, legandosi al club italiano con un quadriennale.
Debutta poi in Serie A con i toscani il 26 agosto seguente nella sfida persa in trasferta per 2-1 contro il Genoa, subentrando al 77º minuto ad Antonino La Gumina, segnando poi il goal della bandiera al 94º.
Il 30 gennaio 2019 dopo appena 6 presenze ed un gol passa al Crotone, in serie B, a titolo temporaneo. Debutta il 10 febbraio nella sfida casalinga con l'Hellas Verona, mentre il 26 febbraio va a segno per la prima volta nel successo sul Palermo (3-0). Termina la stagione ottenendo la salvezza e portando con sé un bottino di una rete in 5 partite disputate, facendo ritorno all'Empoli.
Il 29 agosto seguente si trasferisce in prestito con diritto di riscatto al Brøndby.
Terminato il prestito in Danimarca, il 13 agosto 2020 viene ceduto nuovamente a titolo temporaneo, questa volta ai polacchi dello Zagłębie Lubin.
Il 9 agosto 2021, terminato il prestito allo Zagłębie Lubine e fuori dai piani di Andreazzoli, viene ceduto a titolo definitivo allo Spezia, con cui firma un contratto triennale. Dopo due presenze con la maglia ligure, il 2 settembre 2021, a seguito dell'acquisto di Dávid Strelec, viene ceduto in prestito allo Slovan Bratislava.
Il 1º settembre 2022 viene ceduto in prestito al Mirandés.
Il 24 gennaio 2023 il prestito agli iberici viene rescisso, e contestualmente viene ceduto (sempre a titolo temporaneo) all'Anorthōsis.
L'8 luglio 2023 viene ceduto a titolo definitivo al Volo.

### Nazionale
Il 16 ottobre 2018 debutta in nazionale maggiore contro la Svezia in amichevole.
Il 7 giugno 2019, sempre in amichevole, segna la prima rete in nazionale nel 5-1 contro la Giordania.

## Statistiche

### Presenze e reti nei club
Statistiche aggiornate al 28 agosto 2021.
| Stagione        | Squadra         | Campionato      | Campionato | Campionato | Coppe nazionali | Coppe nazionali | Coppe nazionali | Coppe continentali | Coppe continentali | Coppe continentali | Altre coppe | Altre coppe | Altre coppe | Totali | Totali |
| Stagione        | Squadra         | Comp            | Pres       | Reti       | Comp            | Pres            | Reti            | Comp               | Pres               | Reti               | Comp        | Pres        | Reti        | Pres   | Reti   |
| --------------- | --------------- | --------------- | ---------- | ---------- | --------------- | --------------- | --------------- | ------------------ | ------------------ | ------------------ | ----------- | ----------- | ----------- | ------ | ------ |
| 2013-2014       | Senica          | SL              | 8          | 0          | CS              | 0               | 0               | -                  | -                  | -                  | -           | -           | -           | 8      | 0      |
| 2014-2015       | Senica          | SL              | 15         | 1          | CS              | 2               | 0               | -                  | -                  | -                  | -           | -           | -           | 17     | 1      |
| 2015-2016       | Senica          | SL              | 21         | 2          | CS              | 1               | 0               | -                  | -                  | -                  | -           | -           | -           | 22     | 2      |
| 2016-gen. 2017  | Senica          | SL              | 19         | 2          | CS              | 1               | 1               | -                  | -                  | -                  | -           | -           | -           | 20     | 3      |
| Totale Senica   | Totale Senica   | Totale Senica   | 63         | 5          |                 | 4               | 1               |                    | -                  | -                  |             | -           | -           | 67     | 6      |
| gen.-giu. 2017  | Žilina II       | 2.L             | 5          | 4          | -               | -               | -               | -                  | -                  | -                  | -           | -           | -           | 5      | 4      |
| gen.-giu. 2017  | Žilina          | SL              | 11         | 2          | CS              | 1               | 2               | -                  | -                  | -                  | -           | -           | -           | 12     | 4      |
| 2017-2018       | Žilina          | SL              | 32+2       | 19+2       | CS              | 5               | 0               | UCL                | 1                  | 0                  | -           | -           | -           | 40     | 21     |
| Totale Žilina   | Totale Žilina   | Totale Žilina   | 43+2       | 21+2       |                 | 6               | 2               |                    | 1                  | 0                  |             | -           | -           | 52     | 25     |
| 2018-gen. 2019  | Empoli          | A               | 6          | 1          | CI              | 0               | 0               | -                  | -                  | -                  | -           | -           | -           | 6      | 1      |
| gen.-giu. 2019  | Crotone         | B               | 5          | 1          | CI              | -               | -               | -                  | -                  | -                  | -           | -           | -           | 5      | 1      |
| 2019-2020       | Brøndby II      | 2.D             | 5          | 2          | -               | -               | -               | -                  | -                  | -                  | -           | -           | -           | 5      | 2      |
| 2019-2020       | Brøndby         | SL              | 16+4       | 4          | CD              | 2               | 1               | UEL                | 0                  | 0                  | -           | -           | -           | 22     | 5      |
| 2020-2021       | Zagłębie        | EK              | 27         | 2          | CP              | 2               | 1               | -                  | -                  | -                  | -           | -           | -           | 29     | 3      |
| 2021-2022       | Spezia          | A               | 2          | 0          | CI              | 1               | 0               | -                  | -                  | -                  | -           | -           | -           | 3      | 0      |
| Totale carriera | Totale carriera | Totale carriera | 172+6      | 40+2       |                 | 15              | 5               |                    | 1                  | 0                  |             | -           | -           | 194    | 47     |

### Cronologia presenze e reti in nazionale
| Cronologia completa delle presenze e delle reti in nazionale ― Slovacchia | Cronologia completa delle presenze e delle reti in nazionale ― Slovacchia | Cronologia completa delle presenze e delle reti in nazionale ― Slovacchia | Cronologia completa delle presenze e delle reti in nazionale ― Slovacchia | Cronologia completa delle presenze e delle reti in nazionale ― Slovacchia | Cronologia completa delle presenze e delle reti in nazionale ― Slovacchia | Cronologia completa delle presenze e delle reti in nazionale ― Slovacchia | Cronologia completa delle presenze e delle reti in nazionale ― Slovacchia |
| Data                                                                      | Città                                                                     | In casa                                                                   | Risultato                                                                 | Ospiti                                                                    | Competizione                                                              | Reti                                                                      | Note                                                                      |
| ------------------------------------------------------------------------- | ------------------------------------------------------------------------- | ------------------------------------------------------------------------- | ------------------------------------------------------------------------- | ------------------------------------------------------------------------- | ------------------------------------------------------------------------- | ------------------------------------------------------------------------- | ------------------------------------------------------------------------- |
| 16-10-2018                                                                | Solna                                                                     | Svezia                                                                    | 1 – 1                                                                     | Slovacchia                                                                | Amichevole                                                                | -                                                                         | 71’                                                                       |
| 7-6-2019                                                                  | Trnava                                                                    | Slovacchia                                                                | 5 – 1                                                                     | Giordania                                                                 | Amichevole                                                                | 1                                                                         | 46’                                                                       |
| 19-11-2019                                                                | Trnava                                                                    | Slovacchia                                                                | 2 – 0                                                                     | Azerbaigian                                                               | Qual. Euro 2020                                                           | -                                                                         | 77’                                                                       |
| 12-11-2020                                                                | Belfast                                                                   | Irlanda del Nord                                                          | 1 – 2 dts                                                                 | Slovacchia                                                                | Qual. Euro 2020                                                           | -                                                                         | 85’                                                                       |
| 22-9-2022                                                                 | Trnava                                                                    | Slovacchia                                                                | 1 – 2                                                                     | Azerbaigian                                                               | UEFA Nations League 2022-2023 - 1º turno                                  | -                                                                         | 83’                                                                       |
| 25-9-2022                                                                 | Bačka Topola                                                              | Slovacchia                                                                | 1 – 1                                                                     | Bielorussia                                                               | UEFA Nations League 2022-2023 - 1º turno                                  | -                                                                         | 87’                                                                       |
| 20-3-2025                                                                 | Bratislava                                                                | Slovacchia                                                                | 0 – 0                                                                     | Slovenia                                                                  | UEFA Nations League 2024-2025 - Play-off                                  | -                                                                         | 78’                                                                       |
| 23-3-2025                                                                 | Lubiana                                                                   | Slovenia                                                                  | 1 – 0 dts                                                                 | Slovacchia                                                                | UEFA Nations League 2024-2025 - Play-off                                  | -                                                                         | 75’                                                                       |
| 10-6-2025                                                                 | Debrecen                                                                  | Israele                                                                   | 1 – 0                                                                     | Slovacchia                                                                | Amichevole                                                                | -                                                                         | 90+1’                                                                     |
| Totale                                                                    |                                                                           | Presenze                                                                  | 9                                                                         |                                                                           | Reti                                                                      | 1                                                                         |                                                                           |

## Palmarès

### Club

#### Competizioni nazionali
- Campionato slovacco: 2

Žilina: 2016-2017
Slovan Bratislava: 2021-2022

### Individuale
- Capocannoniere del campionato slovacco: 1

2016-2017 (19 reti)
- Miglior giocatore del campionato slovacco: 1

2016-2017